# Tisifone

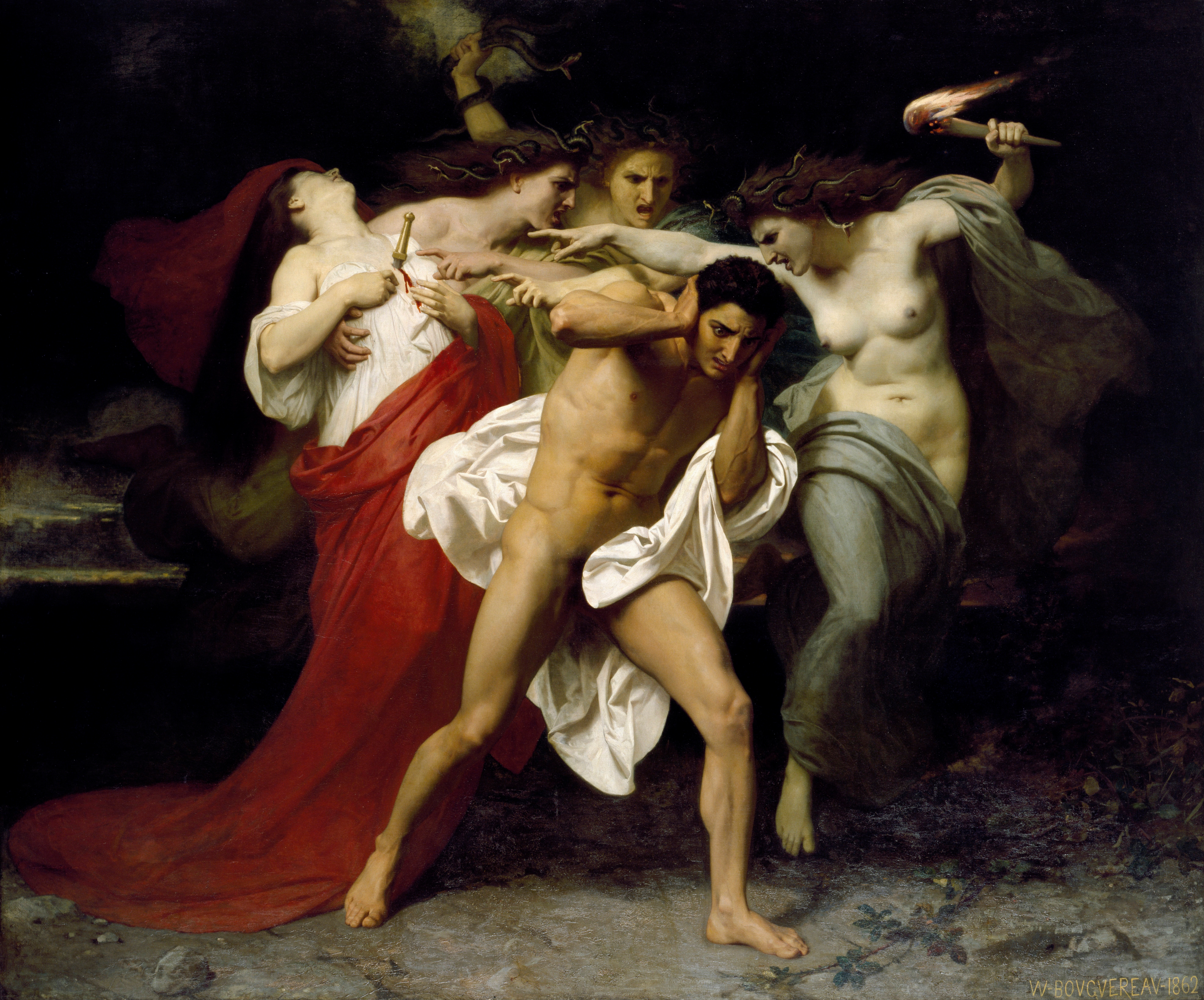
Orestes hemsöks av erinyerna.

Tisifone (grekiska: Τισιφόνη) är i grekisk mytologi en av de tre erinyerna, av romarna kallade furierna.
Tisifone ("mordhämnerskan") lever tillsammans med sina två systrar, Alekto ("den oeftergivliga", "den outtröttliga") och Megära ("den avundsamma", "den fientliga"), i underjorden, Erebos. Där vilar de, tills någon väcker dem till liv genom att nedkalla en förbannelse över en brottsling. Tisifone och de två andra erinyerna jagar sedan förbrytaren likt outtröttliga jakthundar; de är snabba jägare och förföljer sitt byte med en skrämmande sång som gör den jagade både sinnesförvirrad och nästintill förlamad i sina försök att undkomma.